# Suite graphique
Une suite graphique est une suite logicielle comprenant un ensemble d'applications complémentaires, distribuées ensemble et destinées à la création graphique. Les applications sont généralement capables d'interagir entre elles à un niveau supérieur à celui que le système d'exploitation permet normalement.
Il n'y a pas de règle absolue concernant les applications à inclure dans une suite graphique, mais la plupart d'entre elles comprennent au moins un éditeur d'image matricielle et un éditeur d'image vectorielle. En plus de ceux-ci, la suite peut contenir des éditeurs VRML (Virtual Reality Markup Language), des éditeurs d'animation et des outils de morphose.